# MSC Virtuosa
Le MSC Virtuosa est un navire de croisière, et à sa mise en service le 3e plus gros paquebot européen. Il appartient à la compagnie MSC Croisières. Il a été construit aux Chantiers de l'Atlantique de Saint-Nazaire en France.
Le MSC Virtuosa est le quatrième paquebot de la Classe Meraviglia. Il a deux sister-ships, moins grands : le MSC Meraviglia et le MSC Bellissima et un sister-ship de dimensions similaires : le MSC Grandiosa.

## Histoire
En mars 2014, MSC Croisières commande deux navires de type « Vista » (plus deux en option) aux chantiers de l'Atlantique STX France de Saint-Nazaire. STX France était en concurrence avec les italiens Fincantieri pour cette commande. Le projet Vista permet aux quatre futurs navires d'aller dans un maximum de ports avec une longueur réduite à 315 mètres mais pouvant accueillir plus de passagers et d'agrandir la largeur du navire (43 mètres). Ces paquebots seraient donc les quatre plus gros paquebots d'Europe (surpassés depuis lors par les navires de Classe Excellence des flottes Costa et Aida). La compagnie veut aussi enrichir ces navires avec plus de restaurants avec des horaires plus libres pour les passagers. 
La compagnie décide d'agrandir les projets des deux derniers navires de la classe : les nouvelles dimensions sont de 17 mètres plus longs (331 mètres), et plus de 200 cabines en plus.
En juillet 2020, conséquence de la pandémie du Covid-19, des négociations entre le chantier naval et l'armateur aboutissent à un report de la livraison en février 2021, au lieu d'octobre 2020.
Le navire effectue avec succès ses premiers essais en mer du 16 septembre au  19 septembre 2020. Il est finalement livré quatre mois plus tard, le 1er février 2021.
Le navire entre officiellement en service le 27 novembre 2021, lors de la cérémonie de baptême à Dubaï.

## Caractéristiques
Le MSC Virtuosa dispose de plusieurs activités :
- deux ascenseurs avec vue sur la mer (un à tribord, l'autre à bâbord) ;
- une piscine avec toit rétractable ;
- un parc aquatique ;
- un théâtre;
- un robot à cocktails ;
- Un musée d'art.